# Liste der indischen Bundesstaaten nach dem Index der menschlichen Entwicklung

2017: HDI-Werte in Indien
0,700 – 0,799
0,600 – 0,699
0,500 – 0,599

Diese Liste der indischen Bundesstaaten nach dem Index der menschlichen Entwicklung sortiert die 29 Bundesstaaten und 7 Unionsterritorien von Indien nach ihrem Index der menschlichen Entwicklung (HDI: Human Development Index). Der HDI wird seit 1990 für alle Staaten der Welt als Wohlstandsindikator berechnet vom Entwicklungsprogramm der Vereinten Nationen (UNDP), unter Einbezug der Lebenserwartung, der Dauer der Ausbildung (Anzahl an Schuljahren, die ein 25-Jähriger absolviert hat) und voraussichtlichen Dauer der Ausbildung eines Kindes im Einschulungsalter sowie des Bruttonationaleinkommens pro Kopf (vergleiche auch den IHDI: Ungleichheitsbereinigter Index der menschlichen Entwicklung; zur Aufteilung des HDI nach Frauen und Männern siehe den GDI: Index der geschlechtsspezifischen Entwicklung).
2019 lag der HDI von Indien mit 0,644, auf Rang 131 weltweit (2022: 134), vergleichbar Namibia oder Tadschikistan, und gehörte damit zu den Ländern mit „mittlerer menschlicher Entwicklung“. Der HDI der 705 Scheduled Tribes lag indienweit bei nur 0,27 (unverändert seit 2000). Geschlechtsspezifisch hatte Indien niedrige Werte, vor allem wegen der geringen Erwerbstätigkeit und politischen Beteiligung von Frauen: GDI 0,841 (ohne Rang) und GII 0,524 (Rang 127); zu den Bundesstaaten sind GDI und GII nicht bekannt.
| Rang 2019 | Bundesstaat / Territorium      | HDI 1990 | HDI 2000 | HDI 2005 | HDI 2010 | HDI 2019 | vergleichbarer Staat 2019 | Steigerung 1995–2019 |
| --------- | ------------------------------ | -------- | -------- | -------- | -------- | -------- | ------------------------- | -------------------- |
| 130       | Indien                         | 0,428    | 0,493    | 0,535    | 0,581    | 0,646    | Tadschikistan             | ▲ 0,211              |
| 1         | Kerala                         | 0,540    | 0,593    | 0,674    | 0,715    | 0,782    | Sri Lanka                 | ▲ 0,242              |
| ·         | Chandigarh                     | 0,627    | 0,633    | 0,659    | 0,649    | 0,776    | Armenien                  | ▲ 0,149              |
| 2         | Goa                            | 0,546    | 0,608    | 0,668    | 0,736    | 0,763    | Volksrepublik China       | ▲ 0,217              |
| ·         | Lakshadweep (Inseln)           | 0,688    | 0,699    | 0,727    | 0,718    | 0,751    | Moldau                    | ▲ 0,063              |
| ·         | Delhi (Hauptstadt-Territorium) | 0,572    | 0,660    | 0,688    | 0,708    | 0,746    | Algerien                  | ▲ 0,174              |
| ·         | Andamanen und Nikobaren        | 0,679    | 0,690    | 0,717    | 0,706    | 0,741    | Tunesien                  | ▲ 0,062              |
| ·         | Puducherry                     | 0,713    | 0,725    | 0,752    | 0,743    | 0,740    | Tunesien                  | ▲ 0,027              |
| 3         | Himachal Pradesh               | 0,475    | 0,583    | 0,640    | 0,665    | 0,725    | Libyen                    | ▲ 0,250              |
| 4         | Punjab                         | 0,492    | 0,574    | 0,611    | 0,657    | 0,724    | Libyen                    | ▲ 0,232              |
| 5         | Sikkim                         | 0,537    | 0,544    | 0,588    | 0,631    | 0,717    | Philippinen               | ▲ 0,180              |
| 7         | Tamil Nadu                     | 0,467    | 0,537    | 0,595    | 0,647    | 0,709    | Südafrika                 | ▲ 0,242              |
| 6         | Haryana                        | 0,463    | 0,544    | 0,587    | 0,634    | 0,708    | Südafrika                 | ▲ 0,245              |
| ·         | Daman und Diu                  | 0,646    | 0,660    | 0,685    | 0,677    | 0,708    | Südafrika                 | ▲ 0,062              |
| 8         | Mizoram                        | 0,520    | 0,565    | 0,627    | 0,686    | 0,704    | Vietnam                   | ▲ 0,184              |
| 9         | Maharashtra                    | 0,490    | 0,553    | 0,599    | 0,643    | 0,697    | Kirgisistan               | ▲ 0,207              |
| 9         | Manipur                        | 0,490    | 0,555    | 0,594    | 0,682    | 0,697    | Kirgisistan               | ▲ 0,207              |
| 11        | Jammu und Kashmir              | 0,489    | 0,523    | 0,583    | 0,641    | 0,688    | Marokko                   | ▲ 0,199              |
| 12        | Uttarakhand                    | 0,594    | 0,624    | 0,653    | 0,640    | 0,683    | Guyana                    | ▲ 0,089              |
| 12        | Karnataka                      | 0,440    | 0,513    | 0,562    | 0,605    | 0,683    | Guyana                    | ▲ 0,243              |
| 14        | Nagaland                       | 0,526    | 0,517    | 0,553    | 0,661    | 0,679    | Irak                      | ▲ 0,153              |
| 15        | Gujarat                        | 0,466    | 0,524    | 0,570    | 0,606    | 0,672    | El Salvador               | ▲ 0,206              |
| 16        | Telangana                      | 0,617    | 0,622    | 0,648    | 0,638    | 0,669    | Tadschikistan             | ▲ 0,052              |
| ·         | Dadra und Nagar Haveli         | 0,667    | 0,677    | 0,705    | 0,695    | 0,663    | Guatemala                 | ▼ −0,004             |
| 17        | Arunachal Pradesh              | 0,433    | 0,499    | 0,532    | 0,641    | 0,661    | Guatemala                 | ▲ 0,228              |
| 18        | Tripura                        | 0,442    | 0,525    | 0,558    | 0,609    | 0,658    | Nicaragua                 | ▲ 0,216              |
| 19        | Meghalaya                      | 0,452    | 0,472    | 0,530    | 0,620    | 0,656    | Bhutan                    | ▲ 0,204              |
| 20        | Andhra Pradesh                 | 0,420    | 0,473    | 0,526    | 0,579    | 0,649    | Namibia                   | ▲ 0,229              |
| 21        | Westbengalen                   | 0,437    | 0,501    | 0,535    | 0,573    | 0,641    | Namibia                   | ▲ 0,204              |
| 22        | Rajasthan                      | 0,399    | 0,465    | 0,507    | 0,548    | 0,628    | Kiribati                  | ▲ 0,229              |
| 23        | Assam                          | 0,406    | 0,483    | 0,528    | 0,567    | 0,613    | Laos                      | ▲ 0,207              |
| 24        | Chhattisgarh                   | 0,557    | 0,559    | 0,584    | 0,573    | 0,611    | Laos                      | ▲ 0,054              |
| 25        | Odisha (bis 2011: Orissa)      | 0,396    | 0,453    | 0,491    | 0,535    | 0,605    | Nepal                     | ▲ 0,209              |
| 26        | Madhya Pradesh                 | 0,403    | 0,456    | 0,498    | 0,537    | 0,603    | Nepal                     | ▲ 0,200              |
| 27        | Jharkhand                      | 0,556    | 0,559    | 0,584    | 0,573    | 0,598    | Kenia                     | ▲ 0,042              |
| 28        | Uttar Pradesh                  | 0,394    | 0,458    | 0,500    | 0,535    | 0,594    | Kambodscha                | ▲ 0,200              |
| 29        | Bihar                          | 0,375    | 0,432    | 0,468    | 0,514    | 0,574    | Republik Kongo            | ▲ 0,199              |
| Rang 2019 | Bundesstaat / Territorium      | HDI 1990 | HDI 2000 | HDI 2005 | HDI 2010 | HDI 2019 | vergleichbarer Staat 2019 | Steigerung 1995–2019 |